# Cornel Medrea
Cornel Medrea (ur. 8 marca 1888 w Miercurea Sibiului, zm. 25 lipca 1964 w Bukareszcie) – rumuński rzeźbiarz, nauczyciel oraz członek Rumuńskiej Akademii.
O 1912 roku podróżował po Europie, m.in. wyjechał do Wiednia, Lipska, Monachium oraz Drezna, a w 1914 roku osiadł na stałe w Bukareszcie. W latach (1939–1964) był profesorem Akademii Sztuk Pięknych w Bukareszcie. Wykonywał wiele portretów rzeźbiarskich rumuńskich pisarzy, osobistości ze świata kultury oraz pomników bohaterów narodowych.